# Ściejowice (gromada)
Ściejowice – dawna gromada, czyli najmniejsza jednostka podziału terytorialnego Polskiej Rzeczypospolitej Ludowej w latach 1954–1972.
Gromady, z gromadzkimi radami narodowymi (GRN) jako organami władzy najniższego stopnia na wsi, funkcjonowały od reformy reorganizującej administrację wiejską przeprowadzonej jesienią 1954 do momentu ich zniesienia z dniem 1 stycznia 1973, tym samym wypierając organizację gminną w latach 1954–1972.
Gromadę Ściejowice z siedzibą GRN w Ściejowicach utworzono – jako jedną z 8759 gromad na obszarze Polski – w powiecie krakowskim w woj. krakowskim, na mocy uchwały nr 22/IV/54 WRN w Krakowie z dnia 6 października 1954. W skład jednostki weszły obszary dotychczasowych gromad Rączna, Ściejowice i Jeziorzany (bez przysiółka Zaprzerycie) ze zniesionej gminy Liszki oraz przysiółek Kutek z dotychczasowej gromady Kopanka (część położona na północny zachód od osi koryta rzeki Wisły; pgr. 1. kat. 548/1) ze zniesionej gminy Skawina w tymże powiecie. Dla gromady ustalono 22 członków gromadzkiej rady narodowej.
Gromadę zniesiono 30 czerwca 1960, a jej obszar włączono do nowo utworzonej gromady Dąbrowa Szlachecka.